# Mahmoud Mokhtar (sculpteur)
Pour les articles homonymes, voir Mahmoud Mokhtar.
Mahmoud Mokhtar (né à Mehallah El-Koubra le 10 mai 1891, mort au Caire le 28 mars 1934) est un sculpteur égyptien.

## Biographie
Son père, Ibrahim El-Essawi, était le maire du petit village de Tanbara. Mahmoud Mokhtar déménage au Caire avec sa mère en 1902. Il intègre l'École des Beaux-Arts du Caire dès sa création en 1908, et y suit les cours du français Guillaume Laplagne. Il sort diplômé de l'école en 1911, et reçoit la protection du prince Kamal Youssef qui l'envoie parfaire sa formation en France. Arrivé à Paris dès 1911, il intègre l'atelier d'Antoine Bourdelle puis celui de Jules Coutan. 
Il rencontre à Paris Saad Zaghloul, leader des indépendantistes égyptiens, et s'engage avec lui dans le nationalisme (il devient un proche du parti Wafd). En 1919, en pleine révolution égyptienne, il sculpte son chef-d'œuvre, Le Réveil de l'Égypte (Nahdat Misr), qui sera plus tard traduit dans un format monumental : achevé seulement en 1928, l'œuvre est inaugurée devant la gare du Caire, et sera déplacée en 1952 aux abords de l'Université. Ses œuvres des années 1920 reflètent son fort engagement politique et sa passion pour l'art de l'Égypte ancienne. De retour au Caire en 1924, il fonde le groupe La Chimère, qui regroupe des artistes et intellectuels égyptiens et européens engagés pour la « Renaissance » de l'art en Égypte. Il réalise aussi deux grandes statues à l'effigie de Saad Zaghlul : l'une au Caire (près du pont Qasr El-Nil), et l'autre à Alexandrie.
Depuis 1962, un musée lui est consacré dans le jardin El-Hourriya d'El-Guezirah, au Caire.

## Liste des œuvres
- La Renaissance de l'Égypte ou Le Réveil de l'Égypte (Nahdat Misr), 1919-1920, granit rose d'Assouan, Le Caire, près de l'Université
- La Porteuse d'eau, 1928
- Khamsîn, 1929
- La Fiancée du Nil (Arous el-Nil), vers 1929, pierre, Paris, musée national d'art moderne, Centre Georges-Pompidou

## Galerie

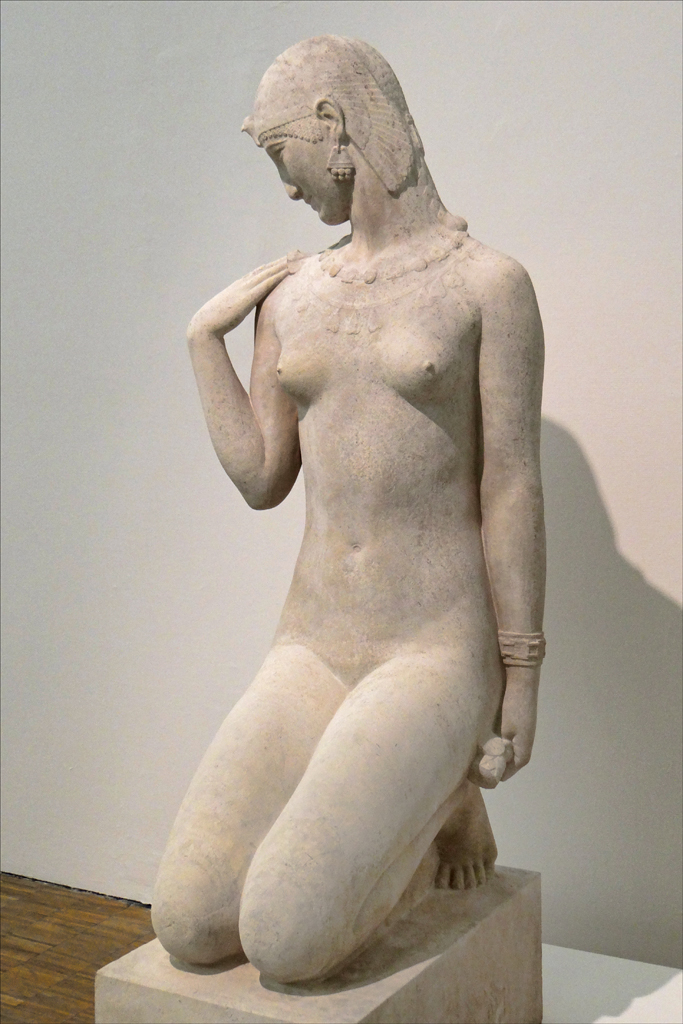
Arous el-Nil (La fiancée du Nil), vers 1929 (Musée national d’art moderne, Centre Pompidou)
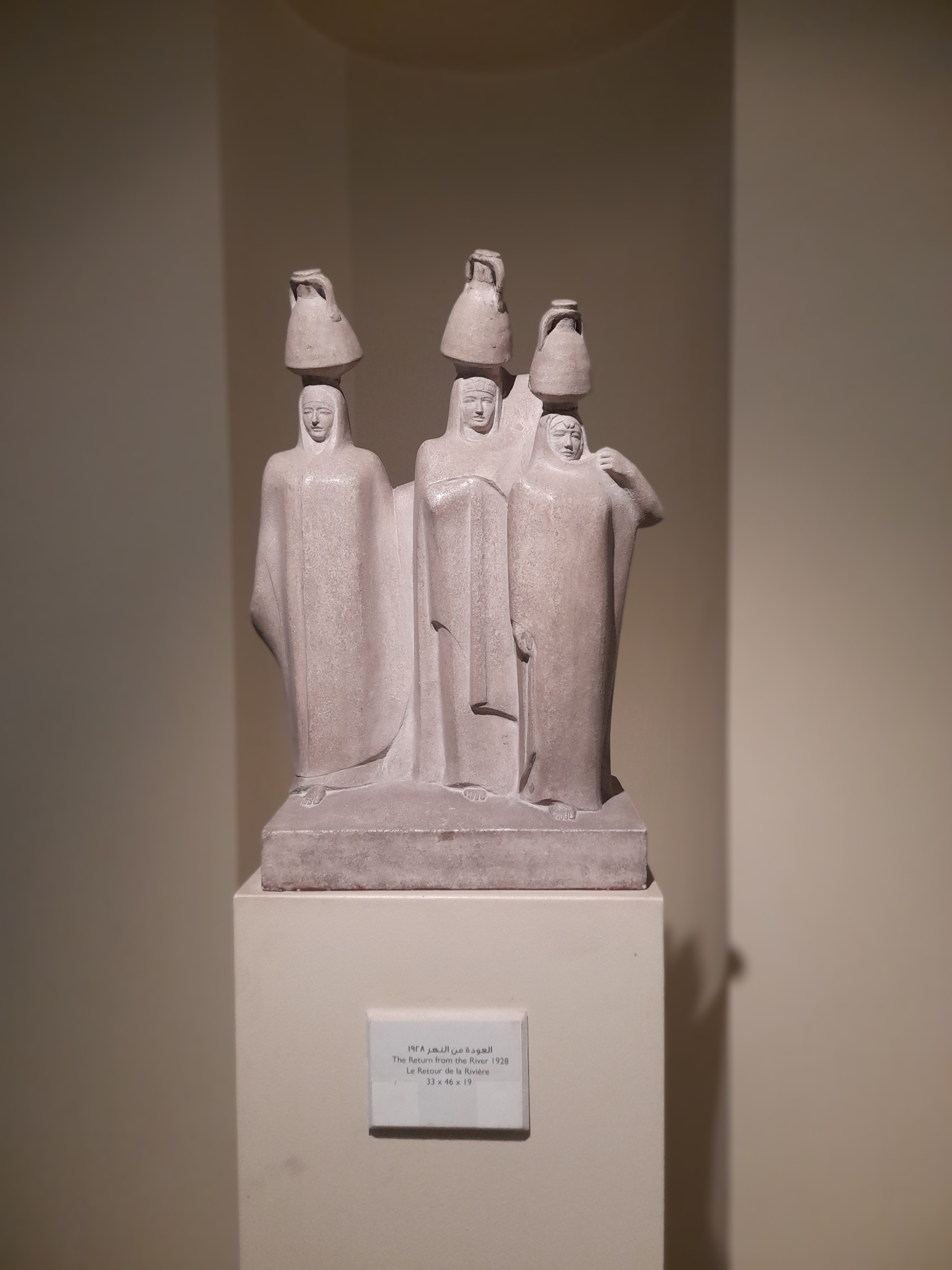
Le retour de la rivière, 1928 (Musée de Mahmoud Mokhtar)
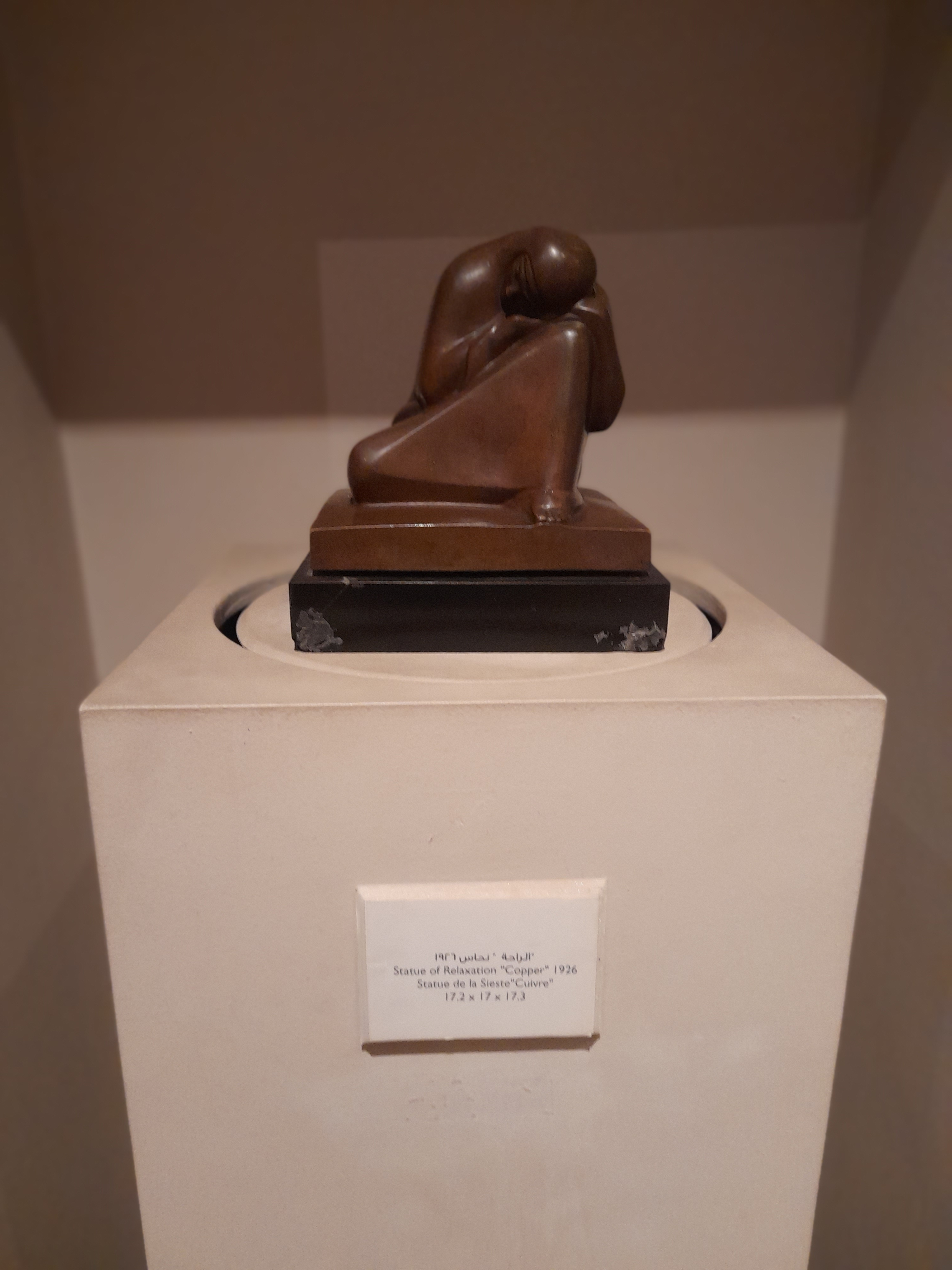
Statue de la Sieste "Cuivre", 1926 (Musée de Mahmoud Mokhtar)